# Nihontō

Die Teile einer Nihontō-Klinge und ihre japanischen Bezeichnungen

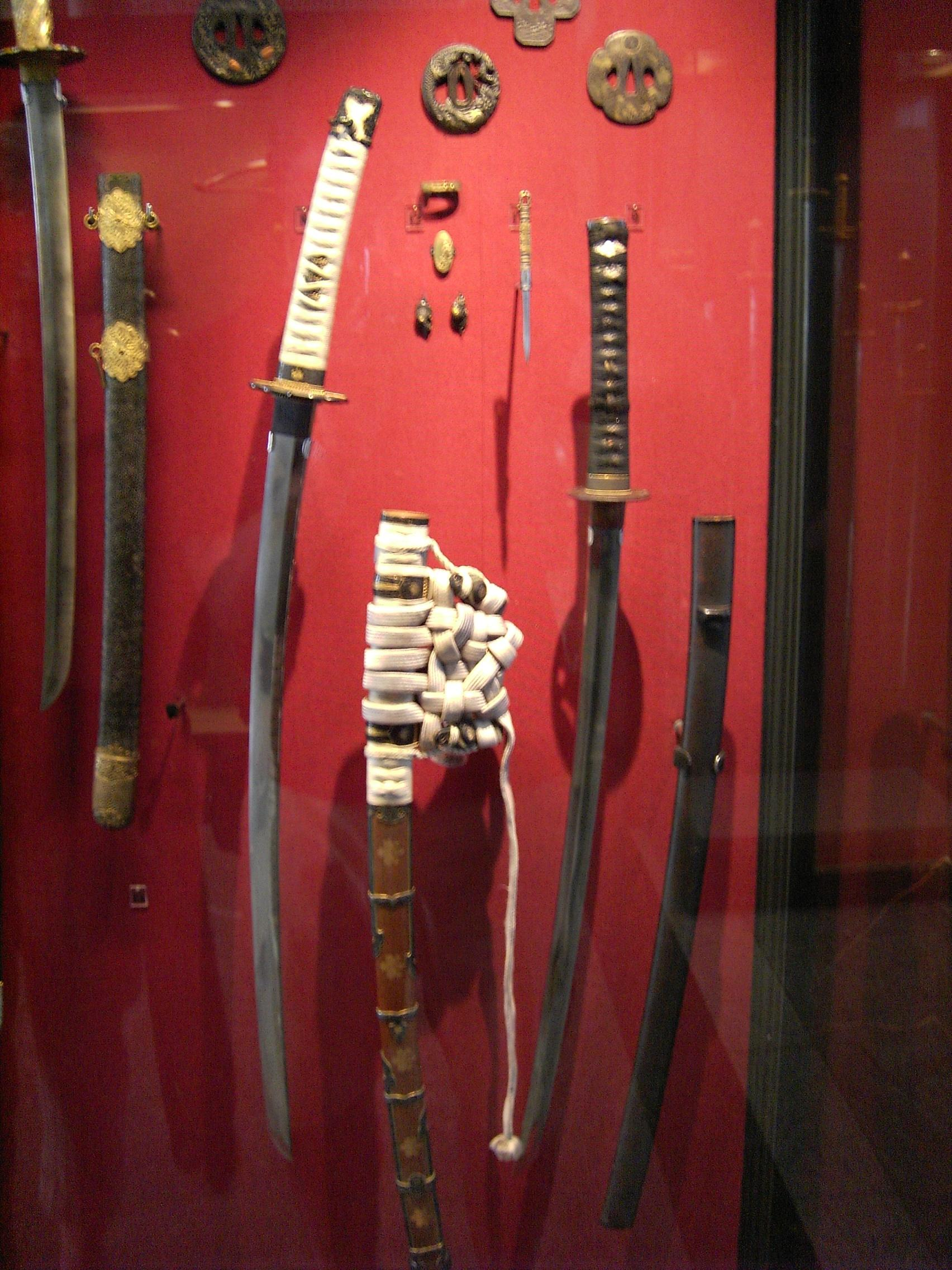
Japanische Klingen und Koshirae

Ein Nihontō (japanisch 日本刀), manchmal auch als Nippon-Tō oder Shinken bezeichnet, ist ein nach traditionellen Methoden hergestelltes japanisches Schwert. Nihon steht dabei für Japan und tō für Schwert.

## Periodische Einteilung
Die Schwerter bzw. die Klingen werden verschiedenen Perioden zugeteilt: die ältesten werden als Jōkotō (上古刀, „altertümliche Schwerter“) bezeichnet, jene ab Mitte der Heian-Zeit (794–1185) bis zur Azuchi-Momoyama-Zeit (1573–1603) oder der Keichō-Ära (1596–1615) als Kotō (古刀, „alte Schwerter“),, bis einschließlich der An’ei-Ära (1772–1781) als Shintō (新刀, „neue Schwerter“), bis 1876 als Shinshintō (新新刀, „neuere neue Schwerter“), und danach als Gendaitō (現代刀, „Gegenwartsschwerter“).

## Schwertschmiedetraditionen
Es existierten ursprünglich fünf klassische Schwertschmiedetraditionen (Gokaden) für Nihontō in Japan, denen ca. 80 % aller in der Kotō-Periode entstandenen Schwerter zugeschrieben werden. Hierzu gehörten die Yamato-Tradition, die Bizen-Tradition, die Sōshū-Tradition, die Yamashiro-Tradition und die Mino-Tradition.

## Merkmale
Ein Nihontō besitzt üblicherweise ein Dübelloch im Nakago (dem Erl) und eine Klingenlänge von mindestens 15 cm. Durch Remontierung der Klinge kommt es allerdings gerade bei älteren Klingen vor, dass diese mehrere Dübellöcher aufweisen. Bei neueren Klingen, die zu rein ästhetischen Zwecken gefertigt wurden, können die zur Befestigung der klassischen Montierung (Koshirae) dagegen völlig fehlen. Darüber hinaus wird eine solche Klinge nur als echtes Nihontō bezeichnet, wenn sie auf traditionelle Weise und im Falle von Gendaitō von einem in Japan lizenzierten Schmied gefertigt wurde.

## Arten
Zu den Nihontō zählen:

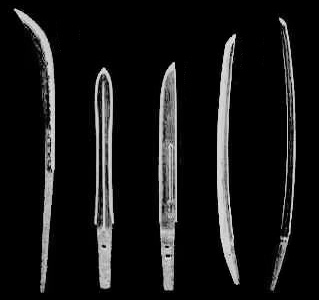
Naginata, Ken, Tantō, Uchigatana und Tachi

- Chokutō, einschneidige, gerade Klinge
- Tsurugi/Ken, zweischneidige, gerade Klinge
- Katana
- Dōtanuki
- Tachi
- Wakizashi
- Tantō
- Aikuchi
- Kogatana
- Ōdachi
- Yari
- Naginata
- Nagamaki
- Yoroi-dōshi
- Kodachi

Zu Nihontō zählen nicht die industriell hergestellten:
- Guntō
- Murata-tō